# Tory Ann Fretz
Tory Ann Fretz (8 agosto 1942) è un'ex tennista statunitense.

## Carriera
In carriera ha raggiunto in doppio la finale del Virginia Slims of Sarasota nel 1974, in coppia con la connazionale Cecilia Martinez. Nei tornei del Grande Slam ha ottenuto il suo miglior risultato raggiungendo la finale di doppio misto agli US Open nel 1968, in coppia con Gerry Perry.

## Statistiche

### Doppio

#### Finali perse (1)
| Numero | Anno           | Torneo                               | Superficie | Compagna         | Avversarie in finale         | Punteggio |
| 1.     | 13 aprile 1974 | Virginia Slims of Sarasota, Sarasota | Sintetico  | Cecilia Martinez | Chris Evert Evonne Goolagong | 2-6, 2-6  |

### Doppio misto

#### Finali perse (1)
| Numero | Anno | Torneo            | Superficie | Compagno    | Avversari in finale         | Punteggio |
| 1.     | 1968 | US Open, New York | Cemento    | Gerry Perry | Mary-Ann Eisel Peter Curtis | 4-6, 5-7  |